# PLATO (телескоп)
PLAnetary Transits and Oscillations of stars (PLATO) — запланований Європейським космічним агентством космічний телескоп, який за допомогою групи фотометрів виявлятиме і характеризуватиме екзопланети всіх типів і розмірів у системах жовтих та помаранчевих карликів, подібних до нашого Сонця. Телескоп планується запустити в 2026 році. на ракеті Союз-Фрегат, а потім розмістити в точці Лагранжа L2.
Ця місія буде відрізнятися від "COROT" і "Кеплер" тим, що вона вивчатиме порівняно яскраві зірки (від 8 до 11 зоряної величини), полегшуючи таким чином підтвердження своїх відкриттів за допомогою методу доплерівської спектроскопії. Телескоп матиме набагато більше поле зору, ніж «Кеплер» (поле зору якого становить 100 квадратних градусів), що дозволить йому вивчати ширшу вибірку зірок. Різні версії проекту припускають спостереження зірок в області неба порядку 1250-3600 квадратних градусів, таким чином, можливе відстеження кривих блиску до 260 000 прохолодних карликів і субгігантів (Кеплер спостерігає 25000 зірок цих типів).

## Інтернет-ресурси
- Офіційний сайт місії [Архівовано 2 квітня 2013 у Wayback Machine.](англ.)
- PLATO: Next-generation planet finder. European Space Agency. 2009-12. Архів оригіналу за 18 травня 2012. Процитовано 26 січня 2012.(англ.)
- Statusübersicht des Projektes, ESA [Архівовано 16 січня 2022 у Wayback Machine.]
- Homepage der Mission [Архівовано 16 січня 2022 у Wayback Machine.] (Abruf 9/2021, englisch)
- sci.esa.int/plato [Архівовано 12 січня 2022 у Wayback Machine.] (Abruf 7/2013, englisch)
- www.dlr.de/Portaldata [Архівовано 4 квітня 2016 у Wayback Machine.] (Abruf 7/2013, deutsch, aufgrund der Neubewerbung auf die dritte Startmöglichkeit (M3-Mission 2024) aber evtl. veraltet; PDF; 1,8 MB)
- Übersichtskarte mit den Beobachtungsgebieten von CoRoT, Kepler und PLATO [Архівовано 3 грудня 2018 у Wayback Machine.]. (ca. eine Seite nach unten scrollen, Sternenkarte)
- Bilder der beiden Sondenkonfigurationen aus den Vorstudien [Архівовано 15 лютого 2019 у Wayback Machine.]
- Pressemitteilung der Entscheidung für PLATO vom 19. Februar 2014 [Архівовано 30 березня 2019 у Wayback Machine.] (englisch)
- astronews.com: Teleskop zur Planetensuche wird gebaut [Архівовано 16 січня 2022 у Wayback Machine.]